# Jin Mao Tower
La Jin Mao Tower è un grattacielo situato a Shanghai, che si trova nel cuore della "Manhattan cinese", il nuovo quartiere finanziario di Pudong. Il palazzo è stato disegnato dallo studio di architettura statunitense Skidmore, Owings and Merrill.
Inaugurata nel 1998, la torre, alta 420,50 metri e con 88 piani, occupa il 23º posto nella lista dei grattacieli più alti del mondo e il 12° più alto della Cina.
Ospita al suo interno un ascensore no-stop che porta dal piano terra all'88º piano, dove c'è un "belvedere" che offre una vista sul fiume Huangpu e sui grattacieli vicini, in meno di un minuto: l'osservatorio è privo di ringhiere e dotato di pavimento in vetro, per consentire di effettuare una passeggiata nel cielo.

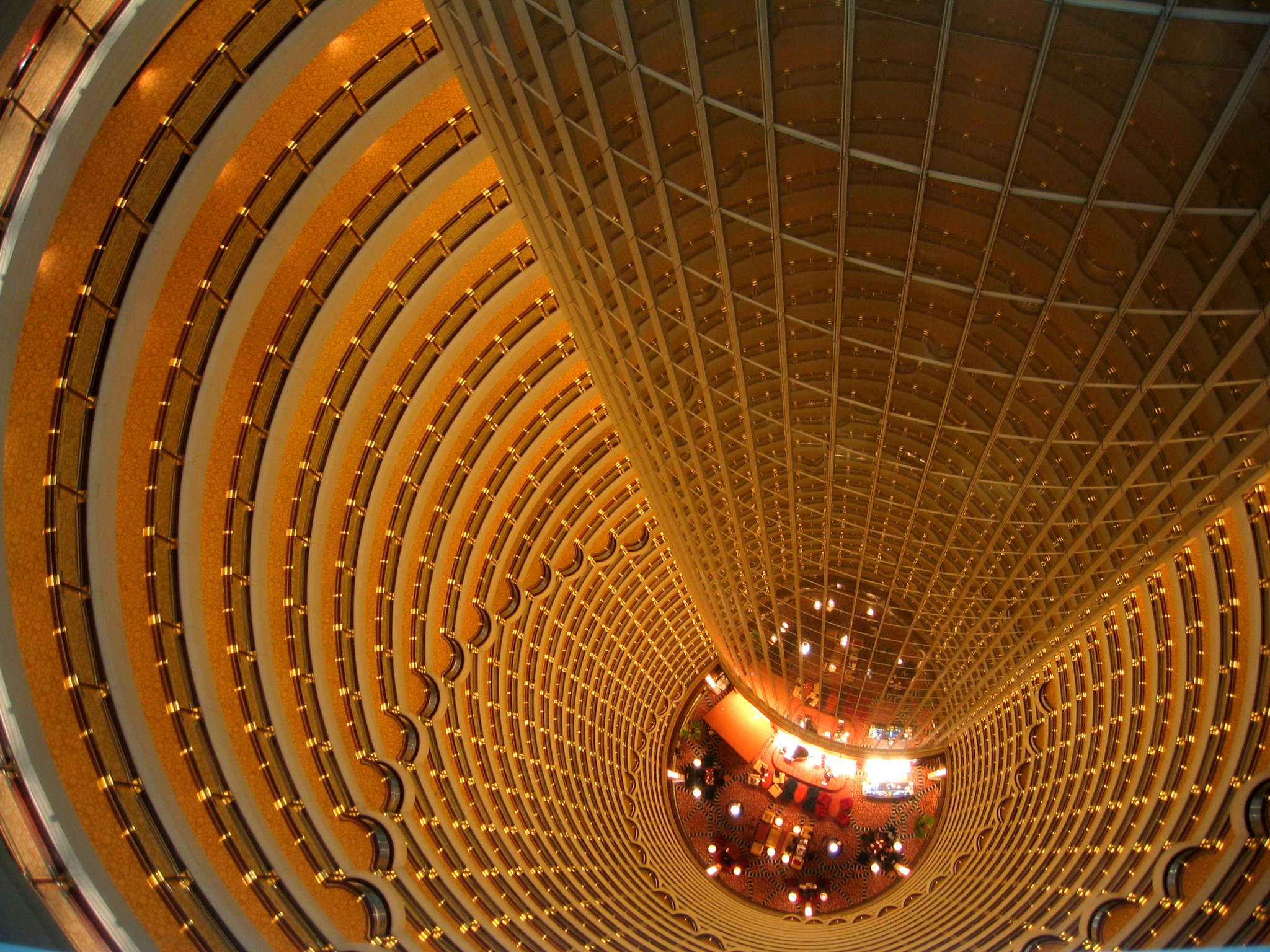
Atrio centrale della Jin Mao Tower

L'atrio centrale della torre è alto 32 piani, e quindi è possibile vedere, affacciandosi su di esso dal "belvedere", il piano 54 dove c'è la hall di un hotel di lusso.